# Lijst van leden van de Kantonsraad van Zwitserland uit het kanton Neuchâtel

Vlag van Neuchâtel.

Dit artikel bevat een lijst van leden van de Kantonsraad van Zwitserland uit het kanton Neuchâtel.
Neuchâtel heeft zoals de meeste kantons twee vertegenwoordigers in de Kantonsraad.

## Lijst
| Naam                     | Partij/fractie      | Ambtsperiode                            | Geboren | Overleden |
| ------------------------ | ------------------- | --------------------------------------- | ------- | --------- |
| Gonzalve Petitpierre     | linkse radicalen    | 1848-1853                               | 1805    | 1870      |
| Charles Louis Jeanrenaud | linkse radicalen    | 1848-1854                               | 1798    | 1868      |
| Aimé Challandes          | linkse radicalen    | 1853-1854                               | 1801    | 1881      |
| Frédéric Verdan          | linkse radicalen    | 1854-1855                               | 1798    | 1861      |
| Aimé Humbert-Droz        | linkse radicalen    | 1854-1856 1857-1860 1860-1862 1865-1866 | 1819    | 1900      |
| Auguste Lambelet         | linkse radicalen    | 1855-1856                               | 1819    | 1859      |
| Jules Philippin          | linkse radicalen    | 1856-1860                               | 1818    | 1882      |
| Louis Denzler            | linkse radicalen    | 1856-1857 1860-1865                     | 1806    | 1880      |
| Ariste Lequereux         | linkse radicalen    | 1862-1863                               | 1820    | 1883      |
| Louis Brandt             | linkse radicalen    | 1863-1864                               | 1800    | 1866      |
| Henri-Pierre Jacottet    | gematigde liberalen | 1864-1865                               | 1828    | 1873      |
| Eugène Borel             | linkse radicalen    | 1865-1872                               | 1835    | 1892      |
| Édouard Desor            | linkse radicalen    | 1866-1867 1868-1869                     | 1811    | 1882      |
| Auguste Cornaz           | linkse radicalen    | 1867-1868 1876-1893                     | 1834    | 1896      |
| Jules Grandjean          | linkse radicalen    | 1869-1871                               | 1828    | 1889      |
| Fritz Berthoud           | linkse radicalen    | 1871-1872                               | 1812    | 1890      |
| Marcelin Jeanrenaud      | linkse radicalen    | 1872-1874                               | 1811    | 1885      |
| Numa Droz                | linkse radicalen    | 1872-1875                               | 1844    | 1899      |
| Gustave Virchaux         | linkse radicalen    | 1874-1875                               | 1834    | 1906      |
| Frédéric Soguel          | linkse radicalen    | 1875-1876                               | 1841    | 1903      |
| Henri Morel              | linkse radicalen    | 1876-1880                               | 1838    | 1912      |
| Auguste Leuba            | linkse radicalen    | 1880-1881                               | 1846    | 1884      |
| Louis-Alexandre Martin   | linkse radicalen    | 1881-1883                               | 1838    | 1913      |
| Jean-Édouard Berthoud    | FDP/PRD             | 1883-1889 1896-1908                     | 1846    | 1916      |
| Arnold Robert-Tissot     | FDP/PRD             | 1889-1913                               | 1846    | 1925      |
| Frédéric Monnier         | linkse radicalen    | 1893-1896                               | 1847    | 1931      |
| Auguste Pettavel         | FDP/PRD             | 1908-1921                               | 1845    | 1921      |
| Paul Robert-Tissot       | LPS/PLS             | 1913-1916                               | 1863    | 1940      |
| Pierre de Meuron         | LPS/PLS             | 1916-1934                               | 1863    | 1952      |
| Ernest Béguin            | FDP/PRD             | 1921-1942                               | 1879    | 1966      |
| Marcel de Coulon         | LPS/PLS             | 1934-1945                               | 1882    | 1945      |
| Max Petitpierre          | FDP/PRD             | 1942-1944                               | 1899    | 1994      |
| Fritz Henry Eymann       | SP/PS               | 1945-1949                               | 1880    | 1849      |
| Jean-Louis Barrelet      | FDP/PRD             | 1945-1969                               | 1902    | 1976      |
| Sydney de Coulon         | LPS/PLS             | 1949-1963                               | 1889    | 1976      |
| Blaise Clerc             | LPS/PLS             | 1963-1971                               | 1911    | 2001      |
| Carlos Grosjean          | FDP/PRD             | 1969-1979                               | 1929    | 2004      |
| Pierre Aubert            | SP/PS               | 1971-1977                               | 1927    | 2016      |
| René Meylan              | SP/PS               | 1978-1987                               | 1929    | 2000      |
| Jean-François Aubert     | LPS/PLS             | 1979-1987                               | 1931    |           |
| Thierry Béguin           | FDP/PRD             | 1987-1999                               | 1947    |           |
| Jean Cavadini            | LPS/PLS             | 1987-1999                               | 1936    | 2013      |
| Michèle Berger           | FDP/PRD             | 1999-2003                               | 1944    |           |
| Jean Studer              | SP/PS               | 1999-2005                               | 1957    |           |
| Gisèle Ory               | SP/PS               | 2003-2009                               | 1956    |           |
| Pierre Bonhôte           | SP/PS               | 2005-2007                               | 1965    |           |
| Didier Burkhalter        | FDP/PRD             | 2007-2009                               | 1960    |           |
| Didier Berberat          | SP/PS               | 2009-2019                               | 1956    |           |
| Raphaël Comte            | FDP/PLR             | 2010-2019                               | 1979    |           |
| Philippe Bauer           | FDP/PLR             | 2019-2023                               | 1962    |           |
| Céline Vara              | GPS/PES             | 2019-                                   | 1984    |           |
| Baptiste Hurni           | SP/PS               | 2023-                                   | 1986    |           |

Afkortingen
- FDP/PLR: Vrijzinnig-Democratische Partij.De Liberalen
- FDP/PRD: Vrijzinnig-Democratische Partij, voorloper van de FDP/PLR
- LPS/PLS: Liberale Partij van Zwitserland
- GPS/PES: Groene Partij van Zwitserland

Bondsraad
Lijst van leden van de Zwitserse Bondsraad · 
Lijst van bondspresidenten van Zwitserland
Nationale Raad
Aargau · 
Appenzell Ausserrhoden · 
Appenzell Innerrhoden · 
Basel-Landschaft · 
Basel-Stadt · 
Bern · 
Fribourg · 
Genève · 
Glarus · 
Graubünden · 
Jura

Luzern · 
Neuchâtel · 
Nidwalden · 
Obwalden · 
Sankt Gallen · 
Schaffhausen · 
Schwyz · 
Solothurn · 
Thurgau · 
Ticino · 
Uri · 
Vaud · 
Wallis · 
Zug · 
Zürich
1983-1987 · 
1987-1991 · 
1991-1995 · 
1995-1999 · 
1999-2003 · 
2003-2007 · 
2007-2011 · 
2011-2015 · 
2015-2019 · 
2019-2023 · 
2023-2027
Voorzitters
Kantonsraad
Aargau · 
Appenzell Ausserrhoden · 
Appenzell Innerrhoden · 
Basel-Landschaft · 
Basel-Stadt · 
Bern · 
Fribourg · 
Genève · 
Glarus · 
Graubünden · 
Jura

Luzern · 
Neuchâtel · 
Nidwalden · 
Obwalden · 
Sankt Gallen · 
Schaffhausen · 
Schwyz · 
Solothurn · 
Thurgau · 
Ticino · 
Uri · 
Vaud · 
Wallis · 
Zug · 
Zürich
1983-1987 · 
1987-1991 · 
1991-1995 · 
1995-1999 · 
1999-2003 · 
2003-2007 · 
2007-2011 · 
2011-2015 · 
2015-2019 · 
2019-2023 · 
2023-2027
Voorzitters